# Turkish Airlines-vlucht 1951
Turkish Airlines-vlucht 1951 (ook bekend als TK 1951) was een passagiersvlucht uitgevoerd met een Boeing 737-800 van Luchthaven Istanbul Atatürk naar de Luchthaven Schiphol. Op woensdag 25 februari 2009 stortte het toestel om 10:26 uur, kort voor de landing op de Polderbaan, neer op een akker en brak daarbij in drie stukken.  Bij het ongeval kwamen negen van de 135 inzittenden om het leven.
Het officiële onderzoek van de Onderzoeksraad voor Veiligheid wees inadequaat handelen van de piloten als hoofdoorzaak aan voor het ongeluk. Ondanks een defecte hoogtemeter en onvolledige instructies van de luchtverkeersleiding hadden de piloten het ongeluk kunnen voorkomen, aldus de Onderzoeksraad.

## Verloop

Kaart van Schiphol met de Polderbaan (zwart gemarkeerd) en de locatie van de crash (gemarkeerd met een rode ster)

### Vlucht
Het vliegtuig was rond 8:25 uur lokale tijd, met als gezagvoerder Hasan Tahsin Arısan, opgestegen vanaf Luchthaven Istanbul Atatürk in Istanboel, Turkije. Er waren 135 mensen aan boord: 128 passagiers, van 9 verschillende nationaliteiten, en zeven bemanningsleden. Naast de gezagvoerder bestond de bemanning uit de copiloten Olgay Özgür en Murat Sezer en vier leden van het cabinepersoneel.
Boven de provincie Flevoland, zo'n kwartier voor de geplande landing, kwamen in de cockpit de eerste signalen binnen van een probleem aan een radiohoogtemeter, die aan de automatische piloot en diverse waarschuwingssystemen gekoppeld is. De cockpitbemanning besloot desondanks op de automatische piloot door te vliegen om in zuidelijke richting op de Polderbaan (landingsbaan 18R) te gaan landen. De bemanning kreeg om 10:25 uur toestemming van de verkeersleider van verkeerstoren West om op de Polderbaan te landen. De aankomst van het vliegtuig op Schiphol werd rond 10:26 uur verwacht, een kleine 10 minuten eerder dan de geplande aankomsttijd (10:35 uur).

### Neerstorten

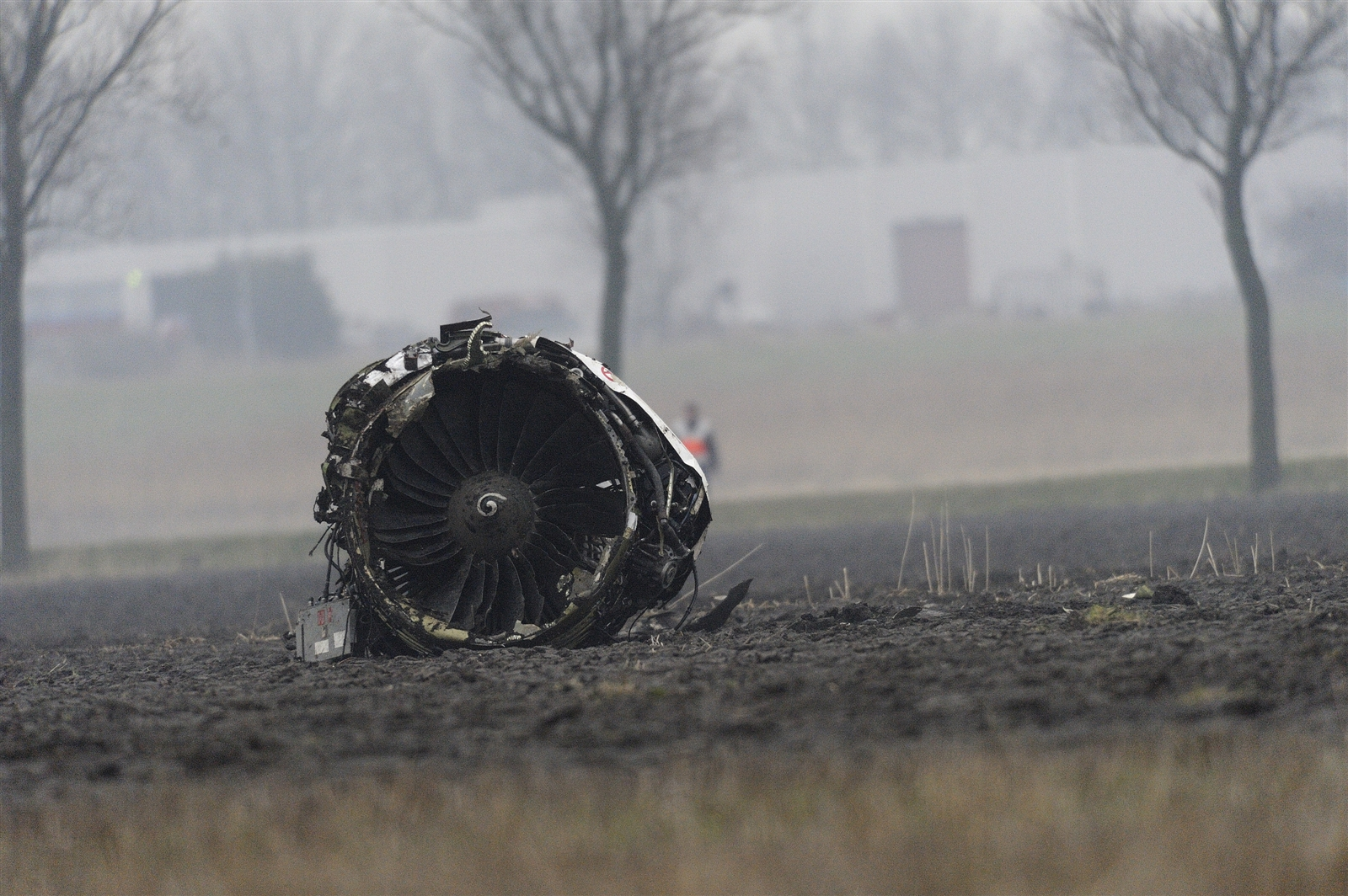
Een van de afgebroken motoren

Kort voor de landing op de Polderbaan ging het mis. Volgens omstanders raakte het vliegtuig uit balans, begon het te kantelen en probeerde het vervolgens weer hoogte te winnen om niet op de snelweg terecht te komen. Om 10:26 stortte het vliegtuig neer in een geploegde akker, waarbij de staart als eerste de grond raakte. De plaats van neerkomen was tussen het Knooppunt Rottepolderplein en Zwanenburg, circa anderhalve kilometer ten noorden van het begin van de landingsbaan en nabij autosnelweg A9. Het toestel brak bij de crash in drie stukken en de twee motoren braken af. Kort na het ongeluk vloog één motor in brand, maar het vuur doofde snel weer, zo meldden ooggetuigen.
Negen mensen kwamen bij het ongeluk om het leven.

### Direct na de crash

Overzicht letsel naar zitplaats

Direct na het ongeluk werd het luchtverkeer rondom Schiphol "bevroren", zo blijkt uit opnames van gesprekken met de luchtverkeersleiding. Omdat al het vliegverkeer van en naar Schiphol direct werd stilgelegd, weken 18 vliegtuigen uit naar Rotterdam The Hague Airport. Negen vluchten weken uit naar Brussels Airport. Enige tijd later werd het vliegverkeer via de Buitenveldertbaan en de Kaagbaan hervat. De Polderbaan bleef nog vijf dagen buiten gebruik en werd op zondagavond 1 maart weer voor het luchtverkeer vrijgegeven. Ook werd een deel van de autosnelweg A9 afgesloten, er was slechts één rijstrook richting Amsterdam vrij, dit om de hulpverleningsvoertuigen snel naar onder andere het Academisch Medisch Centrum en het VU medisch centrum in Amsterdam te kunnen laten rijden.

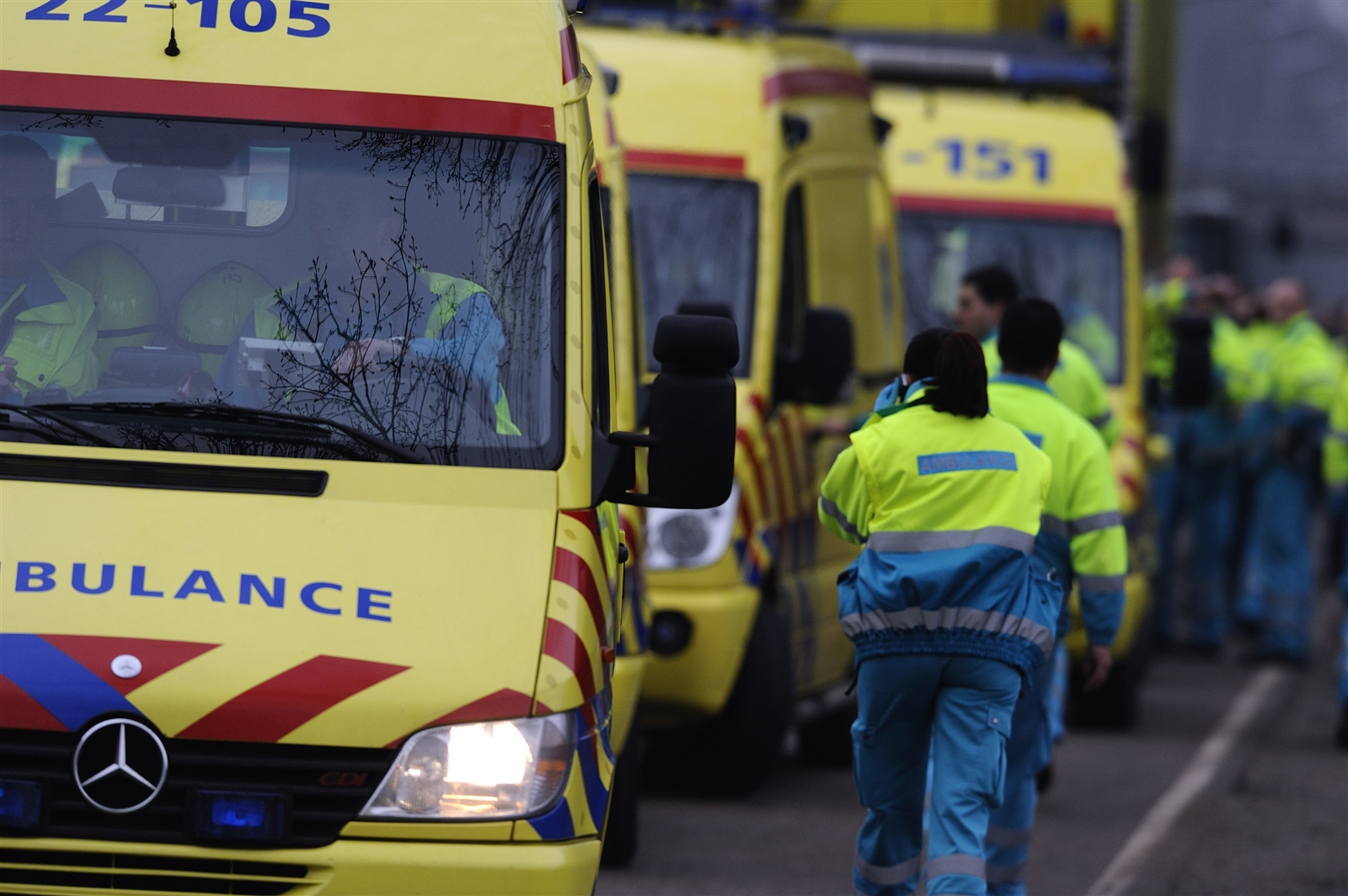
Ambulances nabij de plaats van de crash

De hulpdiensten waren snel ter plaatse. Er werden 60 ambulances ingezet alsmede 3 traumahelikopters en enkele brandweerwagens. Omdat het vliegtuig was neergekomen in modderig, omgeploegd akkerland werden ook rupsvoertuigen en tractoren ingezet om het vliegtuig te bereiken. De gewonden werden overgebracht naar ziekenhuizen in Alkmaar, Almere, Amsterdam, Beverwijk, Den Haag, Haarlem, Hoofddorp, Hoorn, Leiden en Utrecht.
Aanvankelijk berichtten de Turkse minister van transport Binali Yıldırım en de Turkse media dat er geen doden waren gevallen. Later werd duidelijk dat er wel dodelijke slachtoffers waren, negen in totaal: vijf Turken en vier Amerikanen. Onder de slachtoffers waren de 3 piloten en 1 lid van het cabinepersoneel. Daarnaast waren er 86 gewonden, van wie er zes zich in kritieke toestand bevonden, 25 zwaargewond waren en 55 lichtgewond. Dit alles werd bekendgemaakt op de persconferenties op Schiphol. Gewonden hadden botbreuken, hersenschuddingen en open wonden. De mensen die niet gewond waren en hun familieleden werden opgevangen in het sportcomplex De Wildenhorst in Badhoevedorp. Later bleek dat deze noodopvang niet berekend was op de komst van mogelijk zwaargewonden. Hierdoor moesten enkele mensen alsnog met ambulances worden overgebracht naar een ziekenhuis.
Turkish Airlines heeft na de crash familieleden van de passagiers naar Amsterdam overgebracht. Familieleden zonder paspoort kregen op Schiphol een noodpaspoort. Ze konden in sommige gevallen behulpzaam zijn bij de identificatie van slachtoffers. Het bedrijf liet ook weten de lichamen van de Turkse slachtoffers naar Turkije te willen vervoeren als deze vrijgegeven zouden worden en bood een schikking aan voor de gewonde slachtoffers en de nabestaanden van de omgekomen passagiers.
Op 25 februari 2010 werd op initiatief van de gemeente Haarlemmermeer een eenmalige herdenking van de Poldercrash gehouden. Bij de crashsite werd een monument onthuld. De burgemeester van Haarlemmermeer en zaakgelastigden van de Verenigde Staten en Turkije en de directie van Turkish Airlines legden kransen. Rondom het monument staan negen walnotenbomen ter nagedachtenis aan de negen dodelijke slachtoffers.

## Nasleep
Op 3 maart 2009 werd bekendgemaakt dat alle inzittenden van het toestel een schadevergoeding zou worden geboden van minimaal € 5.000, ook als zij geen verwondingen hadden opgelopen. Personen die in het ziekenhuis terechtgekomen zijn kregen € 10.000, nabestaanden van dodelijke slachtoffers krijgen € 50.000.

### Berging
Ruim twee weken na het ongeval begon de berging van de wrakstukken. De laatste grote delen, de cockpit en de romp, werden op zondag 15 maart 2009 met vrachtauto's over de A9 en de N232 (Oude Schipholweg), die hiertoe voor het autoverkeer enkele uren waren afgesloten, naar een hangar op Schiphol-Oost overgebracht, waar de resten verder onderzocht kunnen worden.

### Onderzoek
De Onderzoeksraad voor Veiligheid (OVV) stelde na de ramp een team samen en begon met een onderzoek. De beide zwarte dozen (de flightdatarecorder en de cockpitvoicerecorder) werden voor onderzoek naar Parijs gevlogen. Het Amerikaanse National Transportation Safety Board stuurde een team naar Schiphol om te assisteren. Ook het Openbaar Ministerie stelde een onderzoek in.
Op 4 maart gaf de OVV een eerste persconferentie over de oorzaak van het ongeluk. Hier werd gemeld dat een technisch mankement aan de basis lag van de crash. Toen het vliegtuig op 1950 voet (ongeveer 600 meter) vloog en met de automatische piloot de landing had ingezet, gaf de linker radiohoogtemeter een foute hoogte van -8 voet aan. Deze fout beïnvloedde de automatische piloot. Met het gashendelsysteem, dat het motorvermogen regelt, trok de automatische piloot het motorvermogen dicht, waardoor het vliegtuig snelheid minderde. De piloten, die eerder wel de fout in de radiohoogtemeter hadden opgemerkt, reageerden niet op deze wijziging. Pas toen het vliegtuig zo langzaam was gaan vliegen dat waarschuwingssignalen afgingen wegens het gevaar van overtrek, werd direct door de piloten gereageerd door vermogen te geven. Het vliegtuig was toen al gedaald tot een hoogte van 150 meter en de reactie kwam te laat. Het probleem met de radiohoogtemeter had zich gedurende de laatste acht vluchten voor het ongeval twee keer eerder in eenzelfde situatie voor de landing voorgedaan.
Op 28 april stelde de OVV het voorlopige rapport beschikbaar. Hierin werden wat betreft het laatste deel van de vlucht aanvullende details gegeven. Het bleek dat kort nadat eerst vol vermogen werd gegeven op een hoogte van 140 meter (460 voet), dit vermogen weer volledig werd terug genomen op het moment dat het vliegtuig tot een hoogte van 128 meter (420 voet) was gedaald. Pas nadat het toestel gedaald was tot 95 meter (310 voet) werd opnieuw vol vermogen gegeven.
Deze beschrijving leek aan te sluiten bij het verslag van Kieran Daly, waar gesteld wordt dat nadat de copiloot vol vermogen had gegeven als reactie op de waarschuwingssignalen, de besturing werd overgenomen door de gezagvoerder, waarop het vermogen weer geheel wegviel, en dat de gezagvoerder pas na zes seconden weer vol vermogen gaf.
Op 26 januari 2010 schreef dagblad De Telegraaf over conclusies uit een voorlopig rapport van de OVV. Volgens de krant werd de schuld vooral bij Boeing gelegd. Dit zou te maken hebben met het feit dat onjuiste gegevens van de hoogtemeter niet zichtbaar waren voor de piloten. Ook zou de luchtverkeersleiding worden bekritiseerd vanwege een te scherpe bocht in de aanvliegroute.

#### Eindrapport
Het eindrapport van de OVV werd gepubliceerd op 6 mei 2010. De raad concludeerde, naast de reeds eerder genoemde problemen met de hoogtemeter en onvolledige aanwijzingen door de luchtverkeersleiding, dat de piloten een doorstart hadden moeten maken. Dit wordt ook voorgeschreven door de procedures van Turkish Airlines als de nadering op een hoogte van 1.000 voet (ongeveer 300 meter) nog niet stabiel is. De piloten zouden de herstelprocedure niet juist uitgevoerd hebben.
De Vereniging Nederlandse Verkeersvliegers sprak over een "evenwichtig" rapport. Turkish Airlines betwistte echter een tweetal conclusies: allereerst dat het toestel niet stabiel genoeg geweest zou zijn op een hoogte van 1.000 voet en op de tweede plaats dat de herstelprocedure, die door de piloten had moeten worden ingezet, niet goed zou zijn uitgevoerd. Turkish Airlines stelde dat dit feit op zich, dat regelmatig – ook bij tal van andere luchtvaartmaatschappijen – voorkomt, niet tot de crash zou hebben geleid. De combinatie van factoren, met op de eerste plaats het defect aan de radiohoogtemeter en factoren waaronder het te laat opmerken – door de eerder genoemde redenen – van de waarschuwingssignalen (waar Turkish Airlines het wel mee eens is) zou tot het fatale ongeluk hebben geleid.
Januari 2020 besloot de Tweede Kamer alsnog een hoorzitting te organiseren over de vliegramp. Dit naar aanleiding van een artikel in The New York Times. Onder druk van de Amerikanen zouden fouten van Boeing uit het eindrapport zijn weggelaten. Door Jeroen Dijsselbloem, toenmalig voorzitter van de OVV werd dit bestreden.

## Achtergrond

### Vluchtgegevens

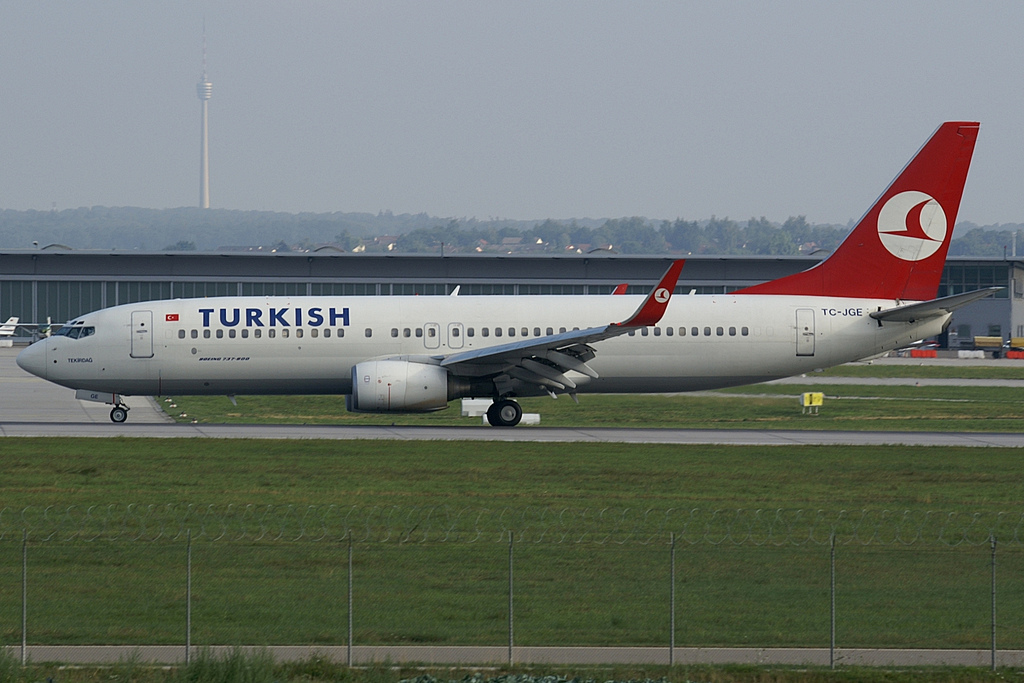
Het betreffende toestel, Turkish Airlines Boeing 737-800, TC-JGE, in 2006

De bemanning van de vlucht was als volgt:
- Gezagvoerder: Hasan Tahsin Arısan
- Copiloten: Olgay Özgür en Murat Sezer
- Cabinepersoneel: Figen Eren, Perihan Özden, Ulvi Murat Eskin en Yasemin Vural.

Hasan Tahsin Arısan was een van de meest ervaren piloten van de maatschappij, met meer dan 15.000 vlieguren. Hij werkte sinds 1996 voor Turkish Airlines en had daarvoor voor de Turkse Luchtmacht gevlogen. Copiloot Olgay Özgür had ongeveer 7500 vlieguren gemaakt.
Het vliegtuig was een Boeing 737-800 met constructienummer 29789 (linenr 1065), registratie TC-JGE en was vernoemd naar de stad Tekirdağ. Het was door Boeing begin 2002 afgeleverd aan Turkish Airlines dat over ruim vijftig toestellen van dit type beschikte. Het vliegtuig had kort ervoor tot twee keer toe te kampen met technische problemen. Op 18 februari 2009 werd een mankement gemeld aan de vleugels door de piloot. Naar aanleiding daarvan vond in Istanbul een inspectie van het vliegtuig plaats. Vervolgens was er op 23 februari een storing waardoor de piloot de start moest afbreken.

### Passagiers

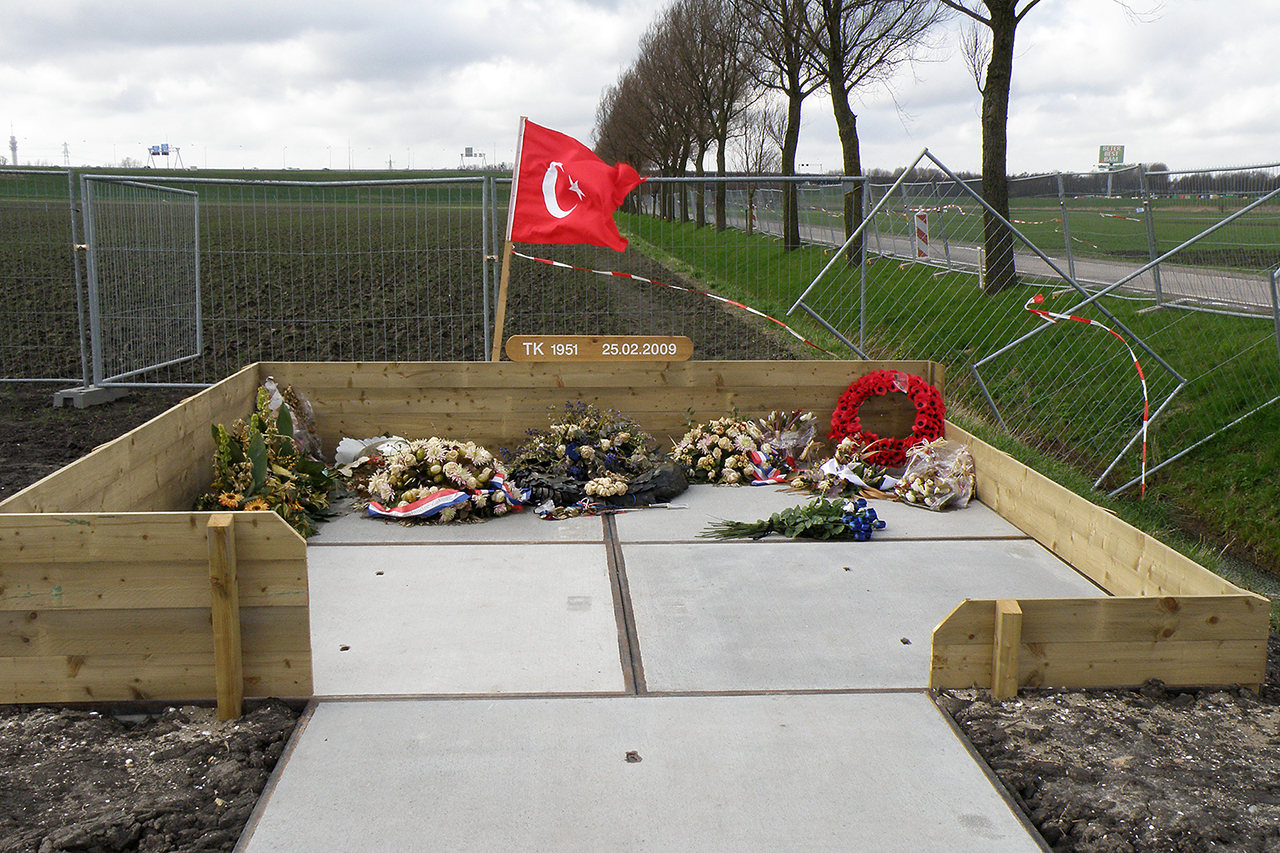
Tijdelijke herdenkingsplek vlak bij de plaats van het ongeluk (maart 2009)

De, naar later bleek onvolledige, passagierslijst werd binnen enkele uren na het ongeluk door de luchtvaartmaatschappij gepubliceerd. Een dag lang was er onzekerheid over het exacte aantal passagiers. Uiteindelijk bleek het om 128 passagiers te gaan: 60 Nederlanders, 51 Turken, zeven Amerikanen, drie Britten, een Duitser, een Fin, een Bulgaar, een Taiwanees en een Italiaan.
Onder de passagiers waren de zussen Jihad en Hajar Alariachi van het televisieprogramma De Meiden van Halal. Beiden overleefden het ongeluk.
Vier van de zeven Amerikaanse passagiers waren medewerkers van Boeing; drie van hen overleefden de crash niet. Op 26 februari 2009 kreeg Boeing van het Amerikaanse ministerie van Buitenlandse Zaken bevestigd dat twee medewerkers onder de dodelijke slachtoffers waren en dat een derde medewerker met verwondingen naar het ziekenhuis was gebracht. De toestand van de vierde medewerker was op dat moment nog onbekend. Op 27 februari 2009 bevestigde de Amerikaanse Ambassade in Nederland aan Boeing dat een derde medewerker geïdentificeerd was en tot de dodelijke slachtoffers behoorde. De vierde medewerker lag op dat moment nog steeds met verwondingen in het ziekenhuis. Op 27 februari 2009 gaf Boeing in een officiële verklaring de namen van de vier medewerkers vrij.

### Inzittenden
| Nationaliteit       | Passagiers | Bemanning | Totaal | Omgekomen |
| ------------------- | ---------- | --------- | ------ | --------- |
| Nederland           | 60         | 0         | 60     | 0         |
| Turkije             | 51         | 7         | 58     | 5         |
| Verenigde Staten    | 7          | 0         | 7      | 4         |
| Verenigd Koninkrijk | 3          | 0         | 3      | 0         |
| Duitsland           | 1          | 0         | 1      | 0         |
| Finland             | 1          | 0         | 1      | 0         |
| Bulgarije           | 1          | 0         | 1      | 0         |
| Taiwan              | 1          | 0         | 1      | 0         |
| Italië              | 1          | 0         | 1      | 0         |
| Totaal              | 128        | 7         | 135    | 9         |

### Reputatie Turkish Airlines
Turkish Airlines was sinds april 2008 volwaardig lid van Star Alliance. Volgens de Europese Commissie waren er geen problemen bekend met betrekking tot de luchtwaardigheid van Turkish Airlines. Sinds 1973 verloor de maatschappij twaalf vliegtuigen bij ongelukken, waarbij 844 mensenlevens verloren gingen. De laatste crash vóór het ongeluk met vlucht 1951 vond plaats in januari 2003 toen bij de Turks-Iraakse grens bij de stad Diyarbakır een toestel in dichte mist neerstortte, met 75 doden als gevolg.